# Aliseda
Aliseda település Spanyolországban, Cáceres tartományban. Aliseda Cáceres községgel határos. Lakosainak száma 1724 fő (2024).

## Népesség
A település népessége az elmúlt években az alábbi módon változott:
| Lakosok száma | 2210 | 1963 | 1953 | 1982 | 2013 | 1984 | 1935 | 1835 | 1751 | 1724 |
|               | 2001 | 2004 | 2006 | 2009 | 2011 | 2014 | 2016 | 2019 | 2021 | 2024 |